# نغوين ترونغ هوي
نغوين ترونغ هوي (بالفيتنامية: Nguyễn Trọng Huy)‏ هو لاعب كرة قدم فيتنامي في مركز الوسط، ولد في 25 يونيو 1997 في فيتنام. لعب مع نادي بيكامكس بين دونغ.

## وصلات خارجية
- نغوين ترونغ هوي على موقع قاعدة بيانات كرة القدم.إي يو (الإنجليزية)
- نغوين ترونغ هوي على موقع Soccerway.com (الإنجليزية)